# Kommandant des Französischen Sektors von Berlin
Der Kommandant des Französischen Sektors von Berlin war einer der vier Stadtkommandanten von Berlin, der die Französische Armee in der Interalliierten Militärkommandantur (später: Alliierte Kommandantura) vertrat. Die Alliierte Kommandantur war das Organ, mit dem die vier Besatzungsmächte USA, Großbritannien, Frankreich und Sowjetunion nach dem Zweiten Weltkrieg die Kontrolle über Berlin ausübten. Sie war dem Alliierten Kontrollrat unterstellt.

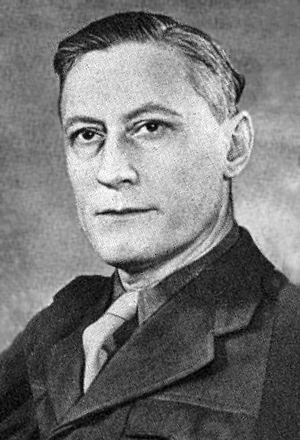
Jean Ganeval, Kommandant des Französischen Sektors von 1946 bis 1950

Kommandanten des Französischen Sektors von Berlin waren:
| Rang           | Name                        | Zeitraum                            |
| -------------- | --------------------------- | ----------------------------------- |
| Brigadegeneral | Geoffrey de Beauchêsne      | 1. Juli 1945 – 12. März 1946        |
| Brigadegeneral | Charles J. M. A. Lançon     | 2. März 1946 – 4. Oktober 1946      |
| Brigadegeneral | Jean Ganeval                | 4. Oktober 1946 – 5. Oktober 1950   |
| General        | Pierre Carolet              | 1. Oktober 1950 – 31. Dezember 1952 |
| General        | Pierre Mançeaux-Demiau      | 1. Januar 1953 – 31. Dezember 1954  |
| General        | Amédée Gèze                 | 1. Januar 1955 – 30. September 1958 |
| General        | Jean Lacomme                | 1. Oktober 1958 – 25. Februar 1962  |
| General        | Edouard K. Toulouse         | 1962–1964                           |
| General        | François Binoche            | 1965–1967                           |
| General        | Bernard Huchet de Quénetain | 1967–1970                           |
| General        | Maurice Routier             | 1970–1973                           |
| General        | Camille Metzler             | 1973–1975                           |
| General        | Jacques Mangin              | 1975–1977                           |
| General        | Bernard d’Astorg            | 1977–1980                           |
| General        | Jean P. Liron               | 1980–1984                           |
| General        | Oliver de Gabory            | 1984–1985                           |
| General        | Paul Cavarrot               | 1985–1987                           |
| General        | François Cann               | 1987–1990                           |